# Spreepiraten
Spreepiraten ist eine Fernsehserie des Zweiten Deutschen Fernsehens (ZDF), die von 1989 bis 1990 gedreht wurde. Sie schildert die Erlebnisse von vier Geschwistern und ihrer Familie in Berlin. Die ersten 16 Folgen wurden von Dezember 1989 bis April 1990 im ZDF ausgestrahlt, weitere 10 von Januar bis April 1991. Das Drehbuch schrieb Hans Borgelt, Regie führte Hans-Henning Borgelt.

## Inhalt
Die Spreepiraten sind die 14-jährigen Zwillinge Marie und Louise, ihr Bruder  Matthias, genannt Matze und ihre Schwester Katrin, genannt Trinchen. Zusammen erleben sie viele Abenteuer in Berlin. Als ihre Mutter, Karin Kukowski, für vier Wochen zur Kur fährt, nehmen sie sich gemeinsam mit ihrem Vater Klaus vor, die Wohnung komplett zu renovieren. Währenddessen ziehen sie zu den Großeltern Anna und Otto Zwicknagel, die ganz in der Nähe auf dem Hausboot Marianne II wohnen. Die Zwillinge haben die Idee, in der leeren Wohnung eine Renovierungsfete zu feiern, und so wird die Arbeit schließlich mit tatkräftiger Unterstützung der Partygäste erledigt. Bei Karins Rückkehr gibt es neben der renovierten Wohnung auch noch eine zweite Überraschung: Der Hund Taxi ist neues Familienmitglied der Kukowskis. 
Als Oma Zwicknagel plötzlich stirbt, kapselt sich Otto immer mehr von seiner Umwelt ab. Zum Glück taucht ein alter Freund, Eddi der Eisbrecher, auf und bringt mit seiner guten Laune wieder Schwung in Ottos Leben. Klaus Kukowski lernt bei seiner Arbeit als Taxifahrer Madame Patard und ihre Enkelin Joelle aus Straßburg kennen, die vergeblich nach einem Hotel in Berlin suchen. Kurzerhand bringt er sie auf der Marianne II unter. Die Zwillinge freunden sich mit der gleichaltrigen Joelle an, und Otto mit ihrer Großmutter. Der Fall der Mauer im November bringt noch mehr Besuch und eine große Überraschung: Die Spreepiraten erfahren, dass sie noch eine ältere Halbschwester in der DDR haben. 
Otto Zwicknagel plant gemeinsam mit Eddi dem Eisbrecher, der Nachbarin Frau Brachvogel und deren resoluter Tochter Renate, die Marianne II zu einem Hotelschiff umzubauen. Auch für die Kukowskis gibt es Änderungen: Sie müssen sich eine neue Bleibe suchen, da ihre Wohnung in eine teure Eigentumswohnung umgewandelt werden soll. Die neue Wohnung ist zwar billiger, aber auch kleiner und im Erdgeschoss. Der entscheidende Haken daran ist aber, dass Hunde nicht erlaubt sind. Als Taxi dem Hausbesorger das Leben rettet, ändert dieser zum Glück seine Meinung, und die Spreepiraten können ihren Hund behalten.
Im Sommer möchten die Kukowskis endlich mal Urlaub im Ausland machen. Durch die Vermittlung von Madame Patard können sie ihre Wohnung mit einer Familie aus Straßburg tauschen und so auch ihre Freundin Joelle wieder sehen.

## Besetzung
- Winfried Glatzeder  (Klaus Kukowski)
- Joseline Gassen  (Karin Kukowski)
- Frederike Paproth  (Marie Kukowski)
- Franziska Paproth  (Louise Kukowski)
- Simon Jacombs  (Matze Kukowski)
- Miriam Mohs  (Trinchen Kukowski)
- Käte Jaenicke  (Anna Zwicknagel)
- Hans Beerhenke  (Otto Zwicknagel)
- Brigitte Mira  (Gundula Brachvogel)
- Ilonka Breitmeier  (Renate Brachvogel)
- Peter Borgelt  (Eddi der Eisbrecher)
- Anne-Katrin Paproth  (Nicole)
- Philipp Glatzeder  (Philipp)
- Meriem Bouattoura  (Joelle)
- Susanne Wisten  (Madame Patard)

## Folgen
Die Ausstrahlung im ZDF erfolgte zwischen dem 31. Dezember 1989 und dem 16. April 1991.
1. Bye, bye, Mama
2. Spray-Piraten
3. Haste mal Papier?
4. Auf den Leim gegangen
5. Sturm im Reagenzglas
6. Ein Zwilling kommt selten allein
7. Brief an Mama
8. Großer Bahnhof
9. Eddi, der Eisbrecher
10. Schummeleien
11. Der Stuntman
12. Romanze in Müll
13. Der König von Berlin
14. Besuch von drüben
15. Trinchens Traumschiff
16. Das Schmuckstück
17. Haus ohne Hunde
18. Ohne Streit kein Preis
19. Kesse Pflanzen
20. Große Versöhnung
21. Trinchens Party
22. Matzes Beichte
23. Alles Theater
24. Die Karten lügen nie
25. Bettentausch
26. Die Reise nach Europa

## Musik
Die Lieder zur Serie wurden von Susanne Pawlitzki gesungen. Die Texte dazu schrieben Ilonka Breitmeier, die auch als Renate Brachvogel in der Serie zu sehen war, und Susanne Pawlitzki.

## Sonstiges
- Wiederholungen gab es bislang 1991 auf 3sat, 1994 auf 3sat und im ZDF sowie 1999 auf dem KiKA.
- Die Serie wurde in Schweden für den Deutschunterricht benutzt.
- Miriam Mohs und Simon Jacombs, die in der Serie Geschwister spielen, sind in Wirklichkeit Nichte und Onkel.
- Zur Serie waren ein Buch und der Soundtrack (auf CD und LP) erhältlich.
- Am 14. Juli 2008 wurde die Serie auf DVD veröffentlicht.
- Der Regisseur Hans-Henning Borgelt führte 1990 die Rolle Eddi der Eisbrecher ein, die er seinem nach der Wende "wiedergewonnenen" Großcousin Peter Borgelt auf den Leib geschrieben hatte.